# シー・オブ・ラブ (映画)
『シー・オブ・ラブ』（Sea of Love）は、1989年制作のアメリカ合衆国の映画。謎の連続殺人事件と、孤独な刑事と容疑者の女の愛を描く。

## ストーリー
ニューヨーク。3人の男が何者かに殺される連続殺人が起きた。そしてその現場には必ず「シー・オブ・ラブ」のレコードが残されていた。被害者は雑誌に恋人募集の広告を出した独身の男ばかりで、犯人の指紋は一致した。広告を見て近づいてきた行きずりの女に殺害されたと睨んだ市警のベテラン刑事フランクは、犯人をおびき出すべく自らの恋人募集広告を出す。広告を見て声をかけてきた女たちとデートし、グラスの指紋を採取するが皆シロだった。そんな中でヘレンという女だけは、グラスに手をつけずフランクを「タイプじゃない」と言って去っていった。フランクは彼女に惹かれ交際するようになるが、彼女の家のレコード棚には「シー・オブ・ラブ」のレコードがあった。

## キャスト
| 役名                 | 俳優                         | 日本語吹き替え                | 日本語吹き替え                 | 日本語吹き替え                                                                            |
| 役名                 | 俳優                         | ソフト版                      | テレビ朝日版                   | テレビ東京版                                                                              |
| -------------------- | ---------------------------- | ----------------------------- | ------------------------------ | ----------------------------------------------------------------------------------------- |
| フランク・ケラー     | アル・パチーノ               | 羽佐間道夫                    | 羽佐間道夫                     | 野沢那智                                                                                  |
| ヘレン               | エレン・バーキン             | 小宮和枝                      | 高島雅羅                       | 安藤麻吹                                                                                  |
| シャーマン           | ジョン・グッドマン           | 島香裕                        | 池田勝                         | 玄田哲章                                                                                  |
| テリー               | マイケル・ルーカー           | 笹岡繁蔵                      | 谷口節                         | 田中正彦                                                                                  |
| フランクの父         | ウィリアム・ヒッキー         | 伊井篤史                      | 納谷悟朗                       | 平野稔                                                                                    |
| グルーバー           | リチャード・ジェンキンス     | 嶋俊介                        | 千田光男                       | 佐々木敏                                                                                  |
| ストラック           | ジーン・キャンフィールド     | 幹本雄之                      | 福田信昭                       | 中尾隆聖                                                                                  |
| セラフィーノ         | ポール・カルデロン           | 津田英三                      | 金尾哲夫                       | 佐々木梅治                                                                                |
| ダーガン             | ラリー・ジョシュア           | 小室正幸                      | 荒川太朗                       | 廣田行生                                                                                  |
| 警部補               | ジョン・スペンサー           | 筈見純                        | 仁内建之                       | 小形満                                                                                    |
| ジーナ・ギャラガー   | クリスティン・エスタブルック |                               | 山田栄子                       | 田中敦子                                                                                  |
| アレン夫人           | バーバラ・バクスレイ         |                               | 藤夏子                         | 雨蘭咲木子                                                                                |
| 老婦人               | パトリシア・バリー           | 竹口安芸子                    | 沢田敏子                       | 竹口安芸子                                                                                |
| 気の強い女性         | デボラ・テイラー             |                               | 横尾まり                       | 藤生聖子                                                                                  |
| サーシャ             | フェルネ・ダウニー           | 達依久子                      | 種田文子                       |                                                                                           |
| レイモンド・ブラウン | マイケル・オニール           | 秋元羊介                      | 小室正幸                       |                                                                                           |
| ドアマン             | マイケル・フィセッティ       | 伊井篤史                      | 石森達幸                       |                                                                                           |
| オマール・マルドナド | ルイス・アントニオ・レイモス | 荒川太朗                      | 中田和宏                       |                                                                                           |
| アーネスト・リー     | ダミエン・リーク             | 沢木郁也                      | 田中正彦                       |                                                                                           |
| トミー               | ジョン・サデウス             | 水野龍司                      | 二又一成                       |                                                                                           |
| ウィリー             | ジョシュア・ネルソン         |                               | 星野充昭                       |                                                                                           |
| その他               |                              | 稲葉実 作間功 森一 さとうあい | 坂東尚樹 幹本雄之              | 宗矢樹頼 川島得愛 楠見尚己 坂東尚樹 田島康成 清水敏孝 片桐真衣 小野塚貴志 江川大輔 多緒都 |
| 日本語版スタッフ     |                              |                               |                                |                                                                                           |
| 演出                 | 演出                         | 加藤敏                        | 蕨南勝之                       | 佐藤敏夫                                                                                  |
| 翻訳                 | 翻訳                         | 島伸三                        | たかしまちせこ                 | 佐藤一公                                                                                  |
| 調整                 | 調整                         |                               | 中村光宏                       | 高橋昭雄                                                                                  |
| 効果                 | 効果                         |                               | 佐藤良介                       | リレーション                                                                              |
| 担当                 | 担当                         |                               |                                | 河村常平 橋本薫                                                                           |
| 配給                 | 配給                         |                               |                                | ユニバーサル・テレビジョン・ジャパン                                                      |
| プロデューサー       | プロデューサー               |                               | 松田佐栄子                     | 深澤幹彦 八田紳作                                                                         |
| 制作                 | 制作                         | 東北新社                      | 東北新社                       | テレビ東京 東北新社                                                                       |
| 初回放送             | 初回放送                     |                               | 1993年1月17日 『日曜洋画劇場』 | 2001年12月20日 『木曜洋画劇場』                                                           |

また、サミュエル・L・ジャクソンが警察の罠にハマった犯罪者軍団の1人として出演している。